# サンマリノ

サンマリノ共和国
Repubblica di San Marino

国の標語：Libertas
（ラテン語：自由）
国歌：サンマリノの国歌（イタリア語）
Inno Nazionale della Repubblica

サンマリノ共和国（サンマリノきょうわこく、伊: Repubblica di San Marino）、通称サンマリノは、イタリア半島の中東部に位置する共和制国家。首都はサンマリノ市。国土の周囲は全てイタリアで囲まれた内陸国で、国土の面積は61.2平方キロメートル（日本の東京都世田谷区や十和田湖（青森県・秋田県）とほぼ同じ）で、世界で5番目に小さなミニ国家である。また、現存する世界最古の共和国と考えられており、同国もそれを誇りとしている。1700年間、一度も戦争をしたことがない。
欧州連合（EU）には加盟していない。

## 国名・国旗・国章・国歌
サンマリノの正式名称はイタリア語で Serenissima Repubblica di San Marino（セレニッスィマ・レプッブリカ・ディ・サン・マリーノ）。通称 San Marino（サンマリーノ）。英語表記は Most Serene Republic of San Marino（モウスト・セリーン・リパブリック・オヴ・サン・マリーノ）。「Serenissima」とは「最も清らかな」の意であり直訳すれば「最も清らかなる聖マリヌスの共和国」となるが、外国語における公式国名の表記ではほとんどの場合これを訳さず単に「サンマリノ共和国（Repubblica di San Marino、Republic of San Marino）」とし、日本国外務省もこれに倣っている。漢字表記は聖馬力諾（聖は意訳）。
建国伝説によると、ローマ皇帝ディオクレティアヌスによるキリスト教迫害を避けたダルマチアの石工マリーノが301年、ティターノ山に逃れて山頂に三つの砦を築き、同志とつくったキリスト教徒の共同体に始まる。国名は「聖（サン）マリーノ」を意味する。「聖マリヌス」も参照。
サンマリノの国旗は1862年4月6日に制定され、白色が平和、青色が自由を表現している。サンマリノの紋章（国章）の中央にはティターノ山の3つの峰に建つ塔が描かれ、"LIBERTAS"（「自由」）の文字が書かれている。
紋章を取り囲んでいるオークの枝は「安定」、月桂樹の枝は「自由」、王冠は「主権」をそれぞれ象徴している。

## 歴史
サンマリノは、共和政体を採用する現存国家としては世界でも最も長い歴史を持つ。1631年、ローマ教皇が独立を承認して世界最古の独立共和国となった。サンマリノも侵略や短期間の占領を受けたことはあるが、ローマ教皇の助力を得るなど外交的立ち回りや、敵将の急死といった幸運や、山中にあって地政学的重要性が低く資源が乏しかったことなどの理由で、現代に至るまで独立を保ち続けた。イタリア戦役に勝利して北イタリアを制圧したナポレオン・ボナパルトから、約20キロメートル東のアドリア海沿岸のリミニまで領土を広げることを提案されたが、紛争に巻き込まれる危険性を避けるため断った。その後、1815年には、ナポレオン戦争後のウィーン会議でサンマリノの独立が再確認されている。
19世紀半ばのイタリア統一運動（リソルジメント）でも立役者であるジュゼッペ・ガリバルディをオーストリア帝国から匿ったり、義勇軍を派遣したりして独立国として残った。1862年、統一されたイタリア王国と関税同盟を結ぶ一方、友好善隣条約を結んで近代国家としての主権と独立を獲得し、それ以来イタリアとは密接な関係を維持している。イタリアとの間では1897年に友好条約を締結、1953年にはこれを更新した。
冷戦終結後の1992年には国際連合と国際通貨基金（IMF）に加盟した。
なお、2008年には「サンマリノの歴史地区とティターノ山」として、サンマリノ市、ボルゴ・マッジョーレ市などの一部がユネスコの世界遺産（文化遺産）に登録されている。

### 年譜

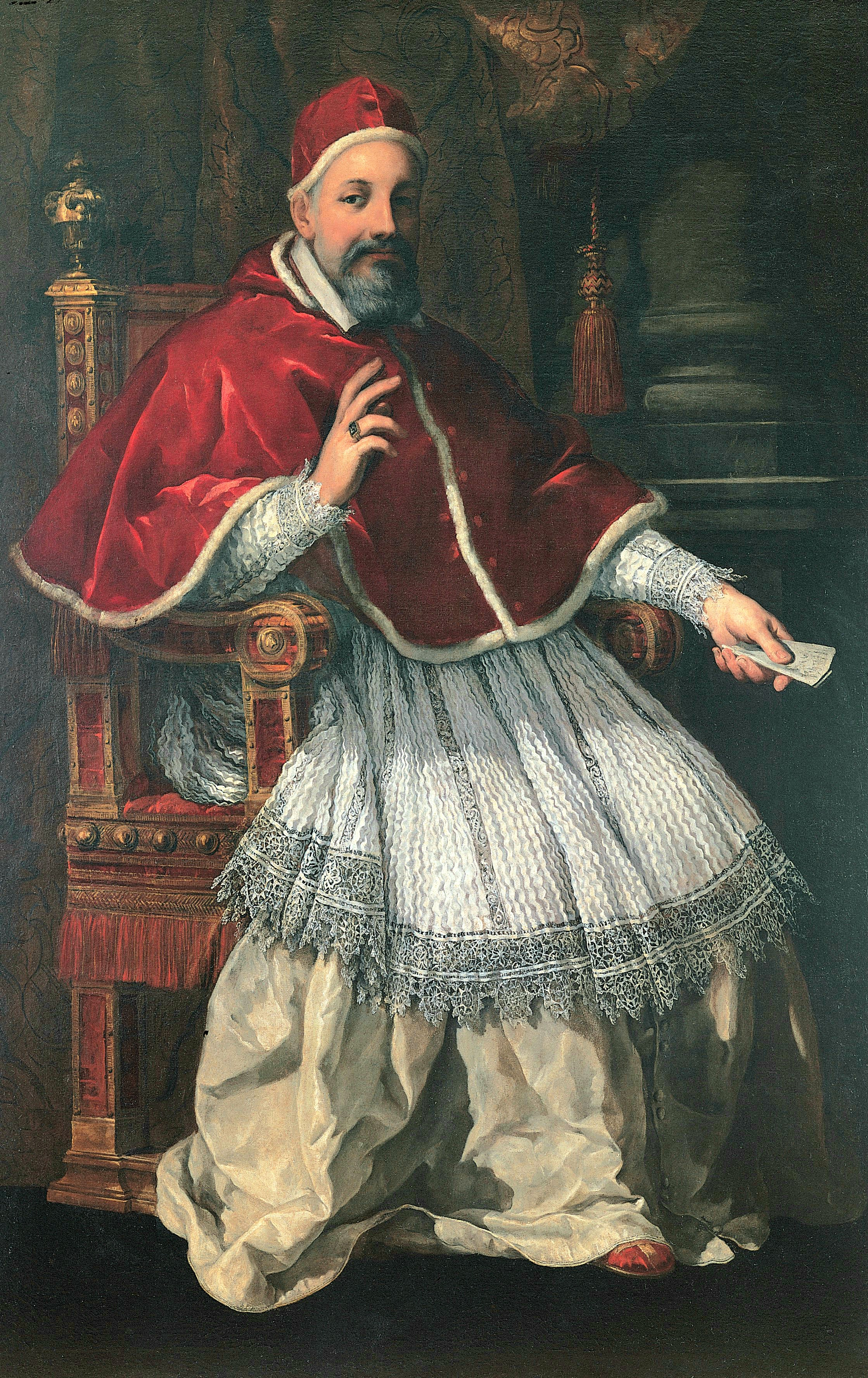
サンマリノの独立を承認した教皇ウルバヌス8世

- 301年 - イタリア半島の対岸ダルマツィア地方出身の石工マリヌス （聖マリーノ）が、ローマ帝国の皇帝ディオクレティアヌスによるキリスト教迫害を逃れるために、9月3日仲間に仲間とともにチタン山（現・サンマリノ市のティターノ山）に立てこもり建国したといわれる。
- 951年 - 文献上に初めてサンマリノの存在が現れる。
- 1257年 - ギベリン（皇帝派）とグエルフ（教皇派）の闘争に巻き込まれ、ローマ教皇インノケンティウス4世より破門される。破門は2年後に解除された。
- 1463年 - 近隣リミニ（現・エミリア=ロマーニャ州リミニ県）のマラテスタ家の侵略に晒された。しかし独力で撃退、追撃を加えて逆に領土を拡大した。
- 1631年 - 教皇ウルバヌス8世より独立を承認される。
- 1739年 - アルベロニ枢機卿によって一時的に占領されるが、教皇クレメンス12世の勧告により独立を維持。
- 1815年 - ウィーン会議で、サンマリノの独立が再確認される。
- 1849年 - イタリア統一を目指すジュゼッペ・ガリバルディをオーストリア帝国軍の追撃から匿う。
- 1854年 - 教皇ピウス9世が、ガリバルディを匿ったサンマリノを「自由主義者の巣窟」として糾弾。トスカーナ大公国に命じてサンマリノ共和国の教皇領併合を企てるが失敗。
- 1862年 - イタリア統一運動（リソルジメント）における功労によって、イタリアと友好善隣条約を締結。独立が再確認される。
- 1923年 - サンマリノファシスト党政権が誕生する。
- 第二次世界大戦中 - サンマリノは武装中立を宣言したが、イタリア戦線が始まると、戦火を逃れるために約10万人の難民が国内に流入した[2]。1944年6月26日にはイギリス空軍機の誤爆を受け、69名の民間人が死亡した。9月17日にはドイツ軍が占領、同日から20日にかけてサンマリノの戦い（英語版）が発生し、ナチス・ドイツを撃退した連合軍によって約2か月間占領された。
- 1947年 - 世界初の自由選挙によるサンマリノ共産党政権が誕生する。
- 1992年 - 3月2日、国際連合に加盟。

## 地理・地誌

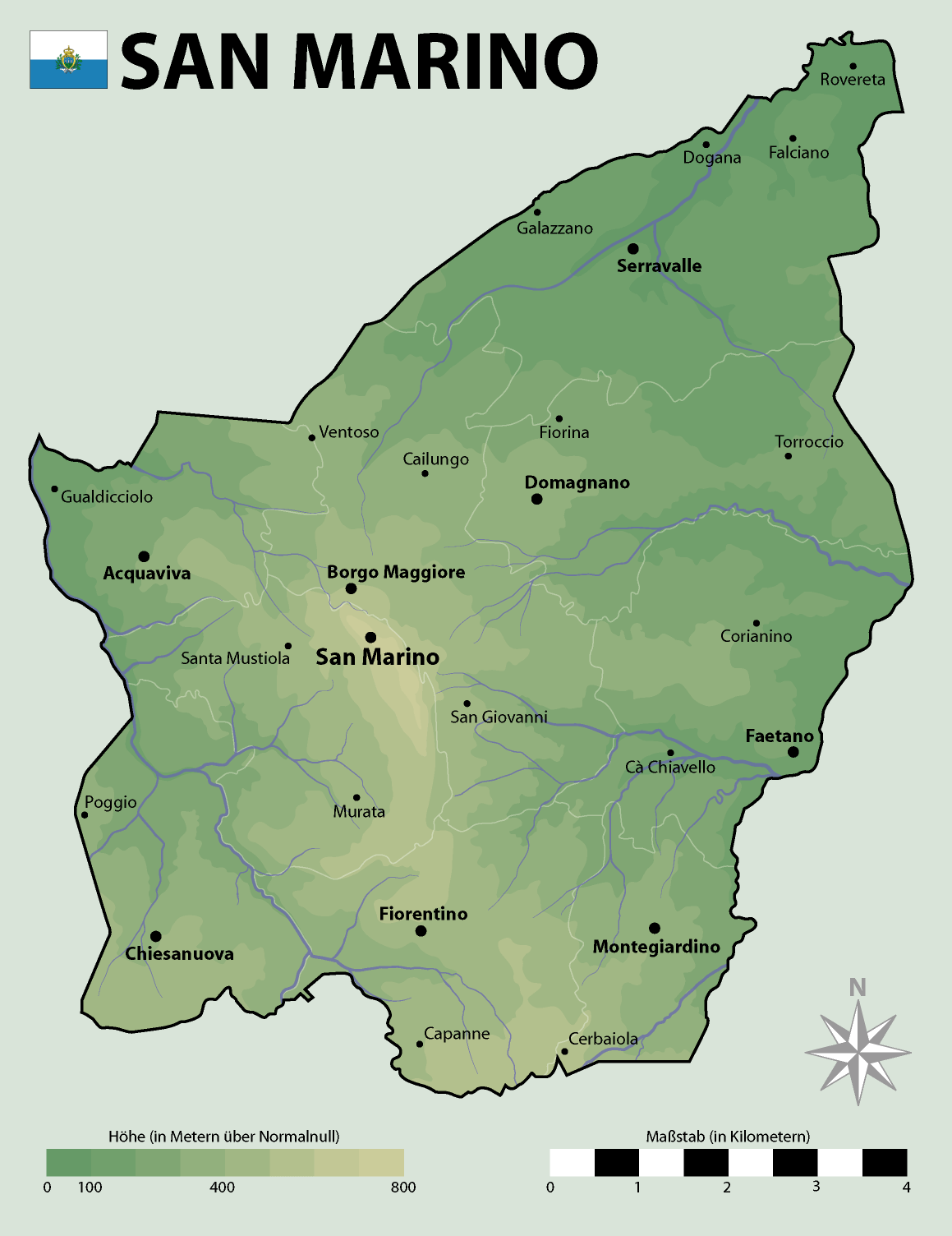
サンマリノの地図

イタリア半島北東部、周囲をイタリア共和国に囲まれた面積61.2平方キロメートルの小規模な内陸国であり、海には面していない。地中海の海岸からは23キロメートル程度の距離でしかない。国土は標高749 メートルの岩山ティターノ山を中心に広がる山地および丘陵地で、アドリア海を眺望することができる。西・北・東側でイタリアのエミリア=ロマーニャ州のリミニ県と、南側でマルケ州のペーザロ・エ・ウルビーノ県に接し、これらのイタリアの2つの県に挟まれるかたちで立地し、東西およそ8キロ、南北およそ13キロメートル。面積はニューヨーク市（アメリカ合衆国）のマンハッタン島や日本の八丈島の大きさにほぼ等しい。
首都サンマリノ市はティターノ山の頂上にある。緯度は北緯43度9.53分と比較的高緯度である。ただし、アドリア海に近いため冬季も温暖な地中海性気候（Cs）である。夏は乾燥し雨量は少ないが、乾燥の度合いはイタリア半島西海岸ほどではない。冬にはまとまった降雨がある。
サンマリノ市以外では、ボルゴ・マッジョーレやセラヴァッレなどの町があり、人口はセラヴァッレが最も多い。

## 政治
行政の長である執政（Capitani Reggenti）は、大評議会議員の中から互選によって選出される。
特定の執政による独裁化を防ぐため、常に2名と決められており、しかも任期は6か月のみで、再選は3年間認められない。執政の就任式は毎年4月1日と10月1日に行われる。また、就任の際はアレンゴが開かれる。なお、2名の執政は一方が国家元首、他方が政府の代表（首相格）とされている。
立法機関として、国民の比例代表選挙によって選出される定員60名の大評議会（Consiglio Grande e Generale）がある。議員の任期は5年である。
サンマリノには専業の政治家はおらず、元々は家長の集まりであったアレンゴが物事を決め、13世紀には執政を2人体制として権力の集中を防ぐようになったことに由来する。
サンマリノでは、1945年以来連立政権が続いている。2012年11月に行われた総選挙では、中道・中道左派の「サンマリノ公益」連合が勝利し、12月に新政権を発足させた。2016年11月の総選挙では、いずれの政党連合も過半数を得られなかったため、翌月に決選投票が行われた。その結果、野党連合の「Adesso.sm」が勝利を収め、政権交代が実現した。2019年には、早期解散によって12月に総選挙が行われたが、過半数又は議席数の半数以上の得票数を得た政党や政党連合がおらず、野党第一党のサンマリノ・キリスト教民主党、政党連合「動く明日」と「共和国のための我ら」が連立を組み、翌年2020年1月に政権交代となるベッカーリ内閣が発足した。その後、連立与党が大評議会で過半数をわずかに上回るまでに議席を落としたのをうけて、2024年3月に大評議会は解散、6月に総選挙が行われた。その結果、サンマリノ・キリスト教民主党、改革派同盟（AR）、社会民主党、リベラPSの4党派による連立政権の形成で合意し、第二次ベッカーリ内閣が発足した。
人口がわずか3万人ほどのサンマリノでは、国民全員が「顔見知り」に近い状態であり、自国民では中立公平な審議や判決が困難であるという理由から、裁判はほとんどが外国人（イタリア人）の裁判官によって行われる。サンマリノの国土はイタリアに囲まれており、かつ言語や文化的にもほぼ差がないため、裁判官も基本的にはイタリアから赴任する形をとっている。

## 軍事
サンマリノにはサンマリノ軍及びその指揮下の国家憲兵隊が存在する。ただし、儀仗兵などの儀礼的な部隊のみで、軍隊を保有していない国家と言われている。一方で、政府は国防のために16歳から60歳までの全国民を動員できる権限を有する。

## 地方行政区分

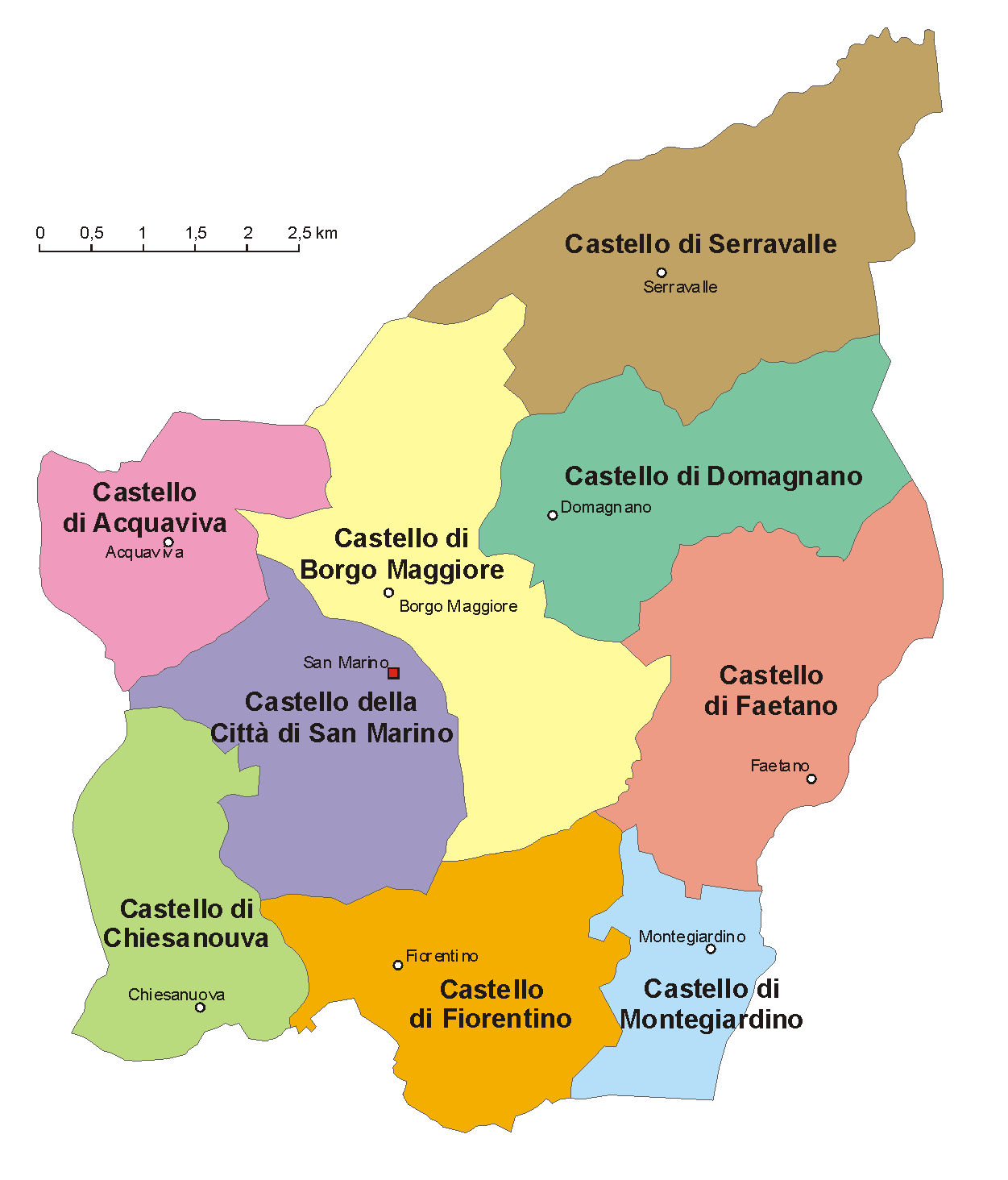
サンマリノの行政区分

サンマリノの領土は以下の9つのカステッロ（Castello、「城」の意）からなる。
- アックアヴィーヴァ（Acquaviva）
- キエザヌオーヴァ（Chiesanuova）
- サンマリノ（Città di San Marino）（live view）
- ボルゴ・マッジョーレ（Borgo Maggiore）
- ドマニャーノ（Domagnano）
- ファエターノ（Faetano）
- フィオレンティーノ（Fiorentino）
- モンテジャルディーノ（Montegiardino）
- セラヴァッレ（Serravalle）

大きな町の1つにドガーナがあるがセラヴァッレのカステッロの管轄下にある。イタリアのコムーネと同様に役所所在地（capoluogo）の周囲にいくつかの分離集落（Frazione, pl. Frazioni）を有する。

## 経済

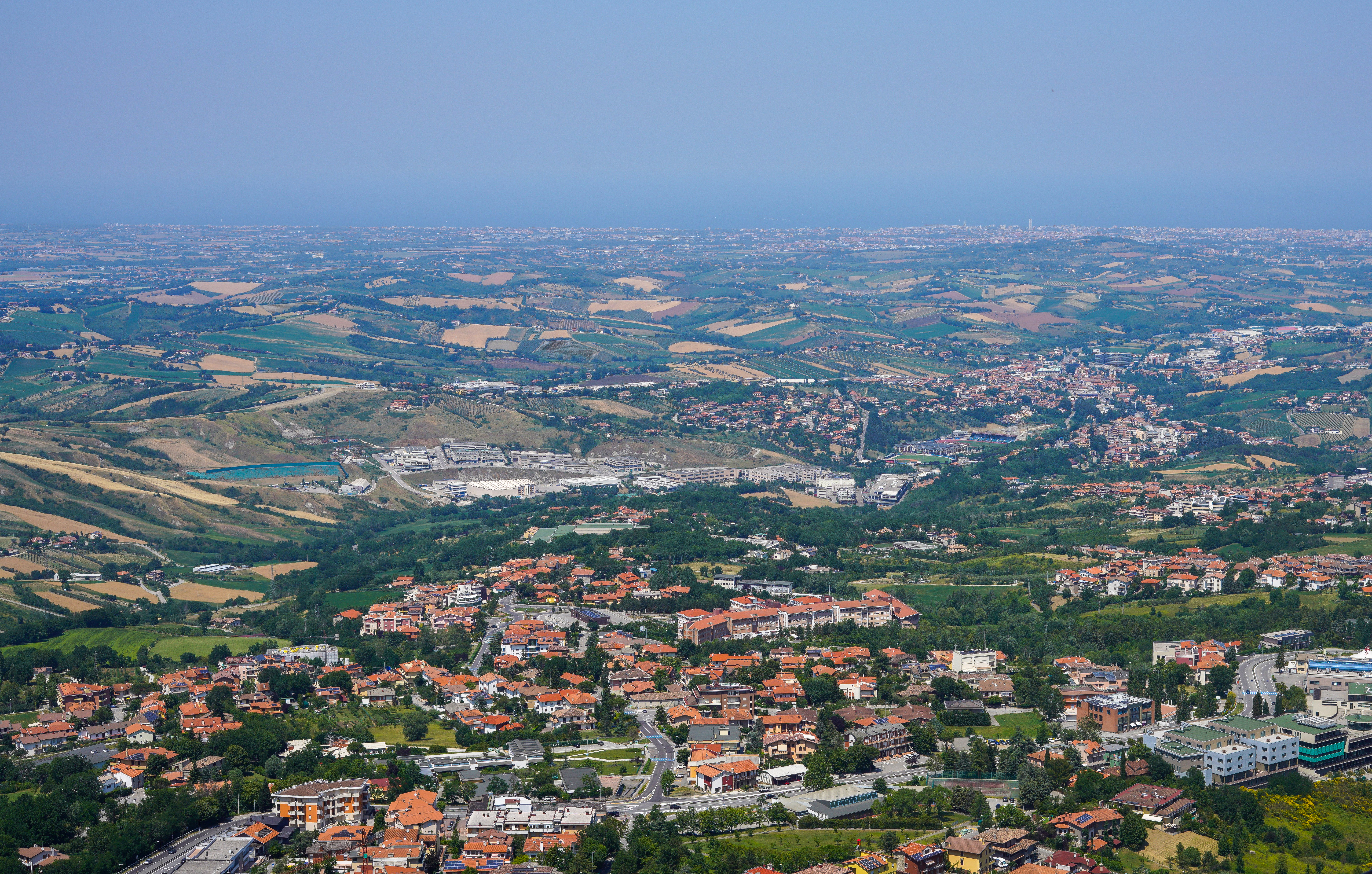
山麓の町ボルゴ・マッジョーレ

サンマリノは1943年以来紙幣の発行を行っておらず、イタリアの通貨が自由に流通した。1972年以降は独自のコイン（サンマリノ・リラ）を発行してコイン・コレクターの人気を集めた。ユーロ流通以前のサンマリノ・リラはイタリア・リラと可能。ユーロ導入時は１ユーロ＝ 1936.27 リラ(イタリア・リラ準拠)で交換比率が定められた。旧通貨とユーロの交換は2012年2月28日で終了した。
2014年現在、サンマリノは欧州連合の正式な一員ではないものの、欧州議会における取り決めによりユーロの流通が認められており、ユーロコインの片側に独自のデザインを使用する権利を持っている。流通量が少ないサンマリノ・ユーロはそれ以前のサンマリノ・リラと同様、収集家たちからの人気が高い。
サンマリノのGDPの50%以上は観光客（281万人、2004年）によるものであり、1997年の段階では330万人以上が訪問している。1985年には小規模な空港が完成した。観光以外の基幹産業としては銀行業、電子産業、窯業があり、主な農産品はワインとチーズである。また、おもに切手収集家向けの切手を発行しており、一定の財源となっている。他に重要な収入としては、イタリアからの援助と移民からの送金がある。
1人あたりの支出レベルや生活水準はイタリアとほぼ同様である。国内に金融機関が11あり、国内で過去に倒産したことが一度もない。
2017年、サンマリノは海外との経済ネットワークづくりを国家をあげて力を入れている。日本との経済交流や情報交換も盛んで、サンマリノ企業の日本への進出にも力を入れている。日本企業のサンマリノ共和国進出も歓迎されており、両国の提携にも熱心である。サンマリノ共和国と日本との橋渡しは「日本サンマリノ通商協力機構」が担っている。
サンマリノの法人税は17%と低率であり、それ以外の税金はない。特に付加価値税が一切ないため、諸外国から買い物目的の観光客が年間300万人前後訪れる。また、税率が低いため、諸外国からの企業進出も増加傾向にある。1862年成立のイタリアと関税同盟以降、現在も入国に際する税関の検査はない。
経済成長率は2.4%（2005年）、失業率は1.4%（2007年）、物価上昇率は2.0%（2007年）である。
なお、経済の中心は首都サンマリノ市ではなく、山麓の町ボルゴ・マッジョーレである。

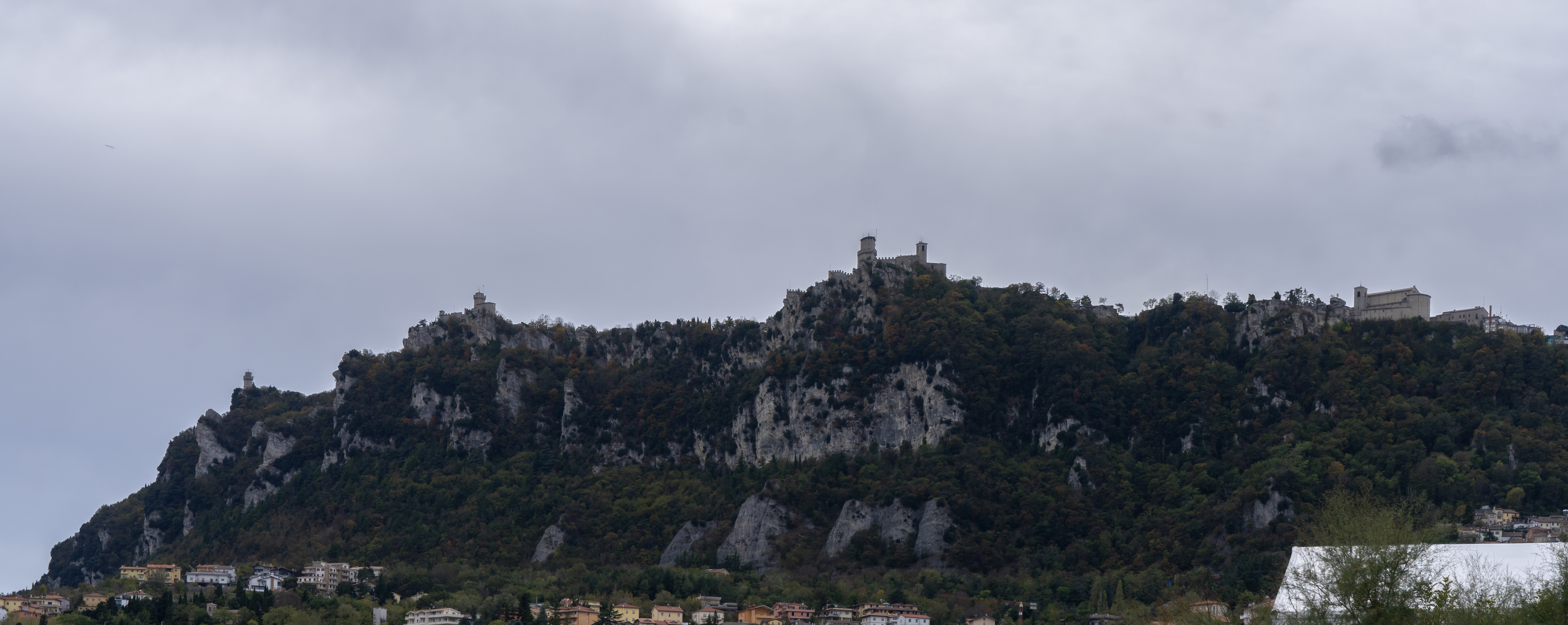
ティターノ山

### 農業
サンマリノでの第一次産業の比率は0.4%と低い。農業従事者は約1,000人程度（2003年）であり、国土の約20%が農地、さらに20%が牧畜に利用されている。主な栽培作物はブドウ、コムギ、オリーブ、野菜類、葉たばこである。林業はほとんど見られない。貿易統計が公開されていないため、輸出入に占める農業生産物の割合、品目は不明である。

### 鉱業
サンマリノでは石材の切り出しや加工が盛んであるが、それ以外の鉱物資源は特に確認されていない。

### 工業
サンマリノの工業は軽工業が主で、食品工業では、デザートワインとして用いられる甘口のモスカートワイン、オリーブ油、チーズなどが対象となる。繊維工業では、綿織物、染色業がみられる。窯業では、陶器、タイル、レンガなどが生産されている。

### 観光業
観光業はコインや切手の発行とともに重要な基幹産業であり、そのユニークな歴史や景観、また買い物を目的として多くの観光客が集まる。

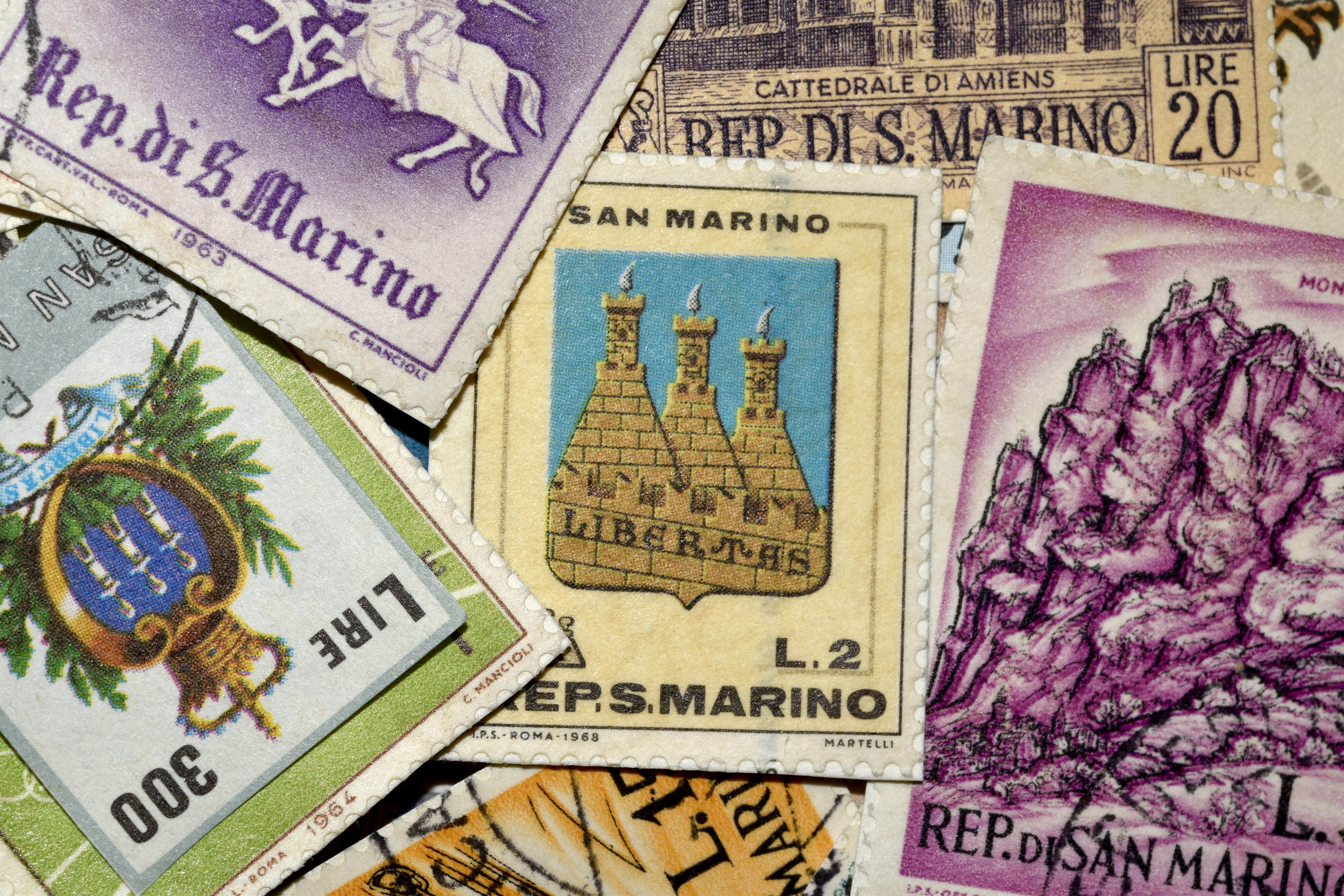
サンマリノ共和国の多様な切手

毎年9月3日は、町の創立者である聖マリーノを記念する祭典（Festa di San Marino）があり、中世の時代衣装を身に着けたパレードや石弓競技が行われている。また、ティターノ山の山頂にはロープウェイで登るルートがあり、アドリア海の眺望を楽しむことができる。
首都サンマリノ市には、大聖堂、ゴシック様式のサン・フランチェスコ教会、1894年に建てられた政庁、ロッカ・グアーイタ、ロッカ・デッラ・フラッタ、ロッカ・モンターレと呼ばれる3つの岩峰・城塞があり、中世の面影を残している。

### 運輸・交通
24キロメートル離れたイタリアのリミニとは定期バスで結ばれている。ボルゴ・マッジョーレからサンマリノ市（旧市街）へのサン・マリノ・ロープウェイがある。エレベーターも公共交通機関として利用されている。軽飛行機向けの650メートルの滑走路とヘリポートがある（北緯43度56分58秒 東経12度30分40秒）。過去には1932年から1944年の間、アドリア海沿岸のリミニからサンマリノを結ぶリミニ=サンマリノ鉄道が運行されていたが、2012年に800メートルの区間を復活させた。

## 国民
公用語はイタリア語で、日常語としてはサンマリノ語（ガロ・イタリア語のロマーニャ語に含まれる）も話される。
住民は北東部イタリア住民と同様の文化を持ち、宗教はキリスト教が92.2パーセント（カトリック教会88.7パーセント）で、ローマ・カトリックが支配的である。
出生率は1,000人に対し9.7人（2009年）、死亡率は同じく7.4人（2009年）、乳児死亡率は1.0人（2009年）、合計特殊出生率は1.5（2008年）である。
サンマリノ在留日本人は2021年時点で7人。また日本在留サンマリノ人は1人、日本訪問サンマリノ人は年間2人（いずれも2020年）。
2014年5月15日に世界保健機関（WHO）が発表した『世界保健報告（2014年版）』によると、2011年のサンマリノの平均寿命は男性が82歳で世界一、女性は84歳で世界2位の長寿国である。

## 文化

### 世界遺産
2008年にサンマリノ旧市街に位置するティターノ山が、ユネスコの世界遺産リストに文化遺産として登録されている。

### 祝祭日
| 日付       | 日本語表記                 | 現地語表記                                            | 備考                             |
| ---------- | -------------------------- | ----------------------------------------------------- | -------------------------------- |
| 1月1日     | 元日                       | Capodanno                                             |                                  |
| 1月6日     | 主の公現                   | Epifania                                              |                                  |
| 2月5日     | 聖アガタと共和国開放の祭   | Festa di Sant'Agata e di Liberazione della Repubblica |                                  |
| 不定       | 復活祭                     | Pasqua                                                | 春分後の満月後の日曜             |
| 復活祭翌日 | 小復活祭                   | Lunedì dell'Angelo                                    |                                  |
| 3月25日    | アレンゴ記念日             | Anniversario dell'Arengo                              |                                  |
| 4月1日     | 執政就任式                 | Cerimonia di insediamento                             |                                  |
| 5月1日     | メーデー                   | Festa dei lavoratori                                  |                                  |
| 不定       | 聖体の祝日                 | Corpus Domini                                         | 三位一体の主日の後の木曜日       |
| 7月28日    | ファシズムからの解放記念日 | Festa della Liberazione dal Fascismo                  | サンマリノファシスト党政権崩壊日 |
| 8月15日    | 聖母の被昇天祭             | Ferragosto                                            |                                  |
| 9月3日     | サンマリノ建国記念日       | Festa di San Marino e di Fondazione della Repubblica  |                                  |
| 10月1日    | 執政就任式                 | Cerimonia di insediamento                             |                                  |
| 11月1日    | 諸聖人の日                 | Ognissanti                                            |                                  |
| 11月2日    | 戦没者記念日               | Festa dei lavoratori                                  |                                  |
| 12月8日    | 無原罪の御宿り             | Immacolata Concezione                                 |                                  |
| 12月24日   | クリスマス・イブ           | Vigilia di Natale                                     |                                  |
| 12月25日   | クリスマス                 | Natale                                                |                                  |
| 12月26日   | 聖ステファノの日           | Santo Stefano                                         |                                  |
| 12月31日   | 大晦日                     | vigilia di capodanno                                  |                                  |

### スポーツ
サッカー
サンマリノ国内に本拠を置く唯一のプロサッカークラブとして、1960年にサンマリノ・カルチョが創設された。イタリア・セリエCに籍を置きセラヴァッレを本拠地としている。しかし2019年7月にクラブは解散した。
1985年にはサッカーリーグの「カンピオナート・サンマリネーゼ」が創設された。SPトレ・フィオリが、2度の3連覇を含むリーグ最多8度の優勝を達成している。
著名な選手としてはユヴェントスFCで活躍し、UEFAチャンピオンズカップでの優勝経験があるマッシモ・ボニーニが存在する。
モータースポーツ
かつてF1・サンマリノGPが行われていた。実際にレースが行われていたのはサンマリノ国内ではなく、麓の町イタリア・イーモラにあるイモラ・サーキットである。2007年以降はF1の開催が完全に「1ヶ国1開催遵守」となったため、以降はサンマリノGPは開催されていない。なおイモラ・サーキットでの開催は2020年に復活したが、それ以降はエミリア・ロマーニャグランプリとして開催されている。
二輪のロードレース世界選手権ではサンマリノGPが開催されている。これもサンマリノ国内ではなくイタリアのミサノ・サーキットで行われている。
野球
イタリアンベースボールリーグおよびセリエAで3連覇を含む6度の優勝、更に3度のヨーロッパ王者に輝いた強豪サンマリノ・ベースボールが本拠地（スタジオ・ディ・ベースボール・ディ・セッラヴァッレ）を置いている。
野球専用スタジアムを有する世界で最も小さな国でもある。

### 音楽
2008年以降、ユーロビジョン・ソング・コンテストに参加している。

### 宗教
サンマリノの宗教ではキリスト教が92.2パーセント（カトリック教会88.7パーセント）である。
2014年にヨーロッパで初めての日本の最古の宗教である神道の神社である「サンマリノ神社」が建立された。また日本は在サンマリノ日本大使館を開設している（在イタリア日本国大使館が兼轄）。

## 教育

### 大学
サンマリノ共和国大学

## メディア
サンマリノRTV

## 日本との関係
2014年にヨーロッパで初めての「サンマリノ神社」が建立された。また日本は在サンマリノ日本大使館を開設している（在イタリア日本国大使館が兼轄）。